# Ходанович Ігор Олексійович
Ігор Олексійович Ходанович (нар. 7 квітня 1989, Кривий Ріг, Дніпропетровська область, УРСР) — український футболіст, виступав на позиції воротаря. За юнацьку збірну України U-17 зіграв 1 матч.

## Життєпис
Ігор Ходанович народився 7 квітня 1989 року в Кривому Розі. Незабаром його сім'я переїхала в Запоріжжя. З 7-ми до 12-ти років разом з родиною проживав у Каневі. Після він переїхав до Києва, де й розпочав займатися футболом. З 2002 по 2003 рік виступав у дитячо-юнацькій футбольній лізі України за столичний «Локомотив-МСМ-ОМІКС», а потім за «Відрадний».

### Клубна кар'єра
Після закінчення школи декілька місяців перебував у складі молодіжної команди київського «Динамо». Незабаром його запросили на перегляд у «Харків». Взимку 2007 року перейшов у «Харків», спочатку виступав за молодіжну команду. 3 березня 2007 дебютував у молодіжній першості України в домашньому матчі проти харківського «Металіста» (2:4), Ходанович вийшов на початку другого тайму замість Андрія Онікієнко. Поступово Ігор став основним воротарем дублюючого складу, всього в молодіжному чемпіонаті зіграв 46 матчів.
Влітку 2007 року головний тренер «Харкова» Володимир Безсонов узяв Ходановича на збори разом з основним складом, взимку Безсонов взяв його на збір до Туреччини. 29 жовтня 2008 дебютував у складі «Харкова» в матчі 1/8 фіналу Кубка України проти донецького «Металурга» (0:2), Ходановіч пропустив два м'ячі в тому поєдинку від Фабіньйо та Санні Кінгслі.
16 листопада 2008 року дебютував у чемпіонаті України у виїзному матчі проти «Металіста» (1:1), Ігор вийшов на 68 хвилині замість травмованого Мацея Налєпи. 17 квітня 2009 року провів свій другий матч у чемпіонаті і відіграв всі 90 хвилин проти сімферопольської «Таврії» (0:3), Ходанович пропустив три м'ячі від Олександра Ковпака, Лакі Ідахора та Желько Любеновича. За підсумками сезону 2008/09 років «Харків» посів останнє 16-е місце в чемпіонаті і вилетів до першої ліги України.
У сезоні 2009/10 років Ігор став основним воротарем «Харкова», зігравши 32 матчі і пропустивши 69 м'ячів у Першій лізі і 1 матч зіграв у Кубку України. У липні 2010 року «Харків» був позбавлений професіонального статусу, а всі гравці отримали статус вільних агентів й покинули клуб. Пізніше Ігор не грав близько півтора року через травму хребта. У лютому 2012 року підписав півторарічний контракт з польською «Одрою» з Ополе. Також паралельно Ігор буде навчався в Опольському університеті. У команді взяв 1 номер.

### Кар'єра в збірній
У серпні 2004 року викликався в юнацьку збірну України U-15 на тренувальний збір. Провів 1 матч за юнацьку збірну України U-17, 29 липня 2005 проти Польщі (0:2), Ходанович вийшов наприкінці гри замість Костянтина Махновського.

## Особисте життя
Неодружений.